# کریستین گراهام
کریستین گراهام (Christine Grahame) (قبلاً، کریک؛ زادهٔ ۹ سپتامبر ۱۹۴۴)، یک سیاست‌مدار اهل اسکاتلند است که از ۲۰۱۶ تا ۲۰۲۱ میلادی به عنوان نائب‌رئیس پارلمان اسکاتلند خدمت نمود. وی عضویت حزب ملی اسکاتلند (SNP) را داشته و از سال ۲۰۱۱ میلادی به بعد از حوزه انتخابیه میدلوتیان جنوبی، تویدیل و لاودردیل در پارلمان اسکاتلند نمایندگی نموده و قبلاً آز ۱۹۹۹ تا ۲۰۱۱ میلادی از منطقه جنوب اسکاتلند نمایندگی می‌کرد.
کریستین در استافوردشر در انگلستان متولد شده و در ادینبرا در اسکاتلند بزرگ شد، وی آموزش خود را در دانشگاه ادینبرو و کالج آموزشی مورای هَوز به اتمام رساند. پس از اتمام دانشگاه، گراهام به عنوان معلم زبان انگلیسی در مدارس متوسطه کار کرد. در ۱۹۸۴ میلادی وی دوباره از دانشگاه ادینبرا فارغ‌التحصیل شد، اما این بار با مدرک لیسانس در رشته حقوق. وی پس از این‌که فوق لیسانس خود را در رشته تخصصی حقوق به‌دست‌آورد، به عنوان سلیسیتر کار نمود. گراهام در انتخابات سراسری ۱۹۹۲ انگلستان، نام‌زد حزب ملی اسکاتلند از حوزه انتخابیه تویدیل، اتریک و لاودردیل بود، اما نتوانست برنده کرسی نمایندگی مجلس شود. در ۱۹۹۹ میلادی، وی از همان حوزه انتخابیه، خود را در پارلمان جدید اسکاتلند نام‌زد کرد. هرچند نتوانست موفق شود، اما وی به عنوان عضو اضافی از منطقه جنوبی اسکاتلند انتخاب گردید.
گراهام در انتخابات ۲۰۰۴ رهبری حزب ملی اسکاتلند، برای به‌دست آوردن پست معاون رهبر وارد مبارزات انتخاباتی شد، اما توسط نیکولا استورجن مغلوب گردید. در انتخابات پارلمانی ۲۰۱۱ اسکاتلند، وی به عنوان نماینده حوزه انتخابیه میدلوتیان جنوبی، تویدیل و لاودردیل در پارلمان اسکاتلند انتخاب گردید. پس از انتخابات پارلمانی ۲۰۱۶، گراهام در پنجمین دوره پارلمان اسکاتلند به عنوان معاون رئیس پارلمان اسکاتلند انتخاب گردید. وی از ۲۰۱۶ تا ۲۰۲۱ همراه با لیندا فابیانی این سمت را پیش می‌بردند. وی از ماه می ۲۰۲۱ در کمیته تنظیم امور پارلمانی اسکاتلند خدمت کرده‌است.

## دوران کودکی و تحصیلات
کریستین گراهام در ۹ سپتامبر ۱۹۴۴ در منطقه بورتون-آن-ترنت، استافوردشر در انگلستان از یک پدر اسکاتلندی و مادر انگلیسی زاده شد. پدربزرگ مادری وی اهل ویلز بود. گراهام در ادینبرا بزرگ شده و در دبیرستان بوروگمویر درس خواند.
وی فوق لیسانس هنرهای اسکاتلندی (MA) خود را در ۱۹۶۵ میلادی از دانشگاه ادینبرا کسب نموده و دیپلم آموزش خود را در ۱۹۶۶ میلادی از کالج آموزشی مورای هَوز به‌دست‌آورد. پس از به‌دست آوردن دیپلم آموزش، وی به عنوان معلم زبان انگلیسی در چندین مدرسه متوسطه در فایف و دامفریس و گالووی کار کرد.
پس از گذراندن یک دوره به عنوان خانم خانه‌دار، وی دوباره به عنوان یک دانش آموز بزرگ‌سال به دانشگاه ادینبرا برگشت، لیسانس خود در رشته حقوق را در ۱۹۸۴ میلادی و فوق لیسانس خود در رشته حقوق تخصصی را در ۱۹۸۵ میلادی به‌دست‌آورد و متعاقب آن در یک تعداد بنگاه‌های حقوقی به عنوان سلیسیتر تا قبل از این‌که در ۱۹۹۹ میلادی به عنوان عضو پارلمان اسکاتلند انتخاب گردد، مشغول کار شد.

## حرفه سیاسی
گراهام در ۱۹۷۰ میلادی به حزب ملی اسکاتلند پیوست. وی با استفاده از نام خانوادگی شوهرش کریک، در انتخابات سراسری ۱۹۹۲ به نمایندگی از حوزه انتخابیه تویدیل، اتریک و لاودردیل از طرف حزب ملی اسکاتلند خود را نام‌زد کرد. در ۱۹۹۴ میلادی، وی در انتخابات پارلمانی اروپا نیز نام‌زد شد، اما این بار هم ناموفق بود. وی در انتخابات پارلمانی ۱۹۹۹ اسکاتلند از حوزه انتخابیه تویدیل، اتریک و لاودردیل شرکت نمود.

### عضو پارلمان اسکاتلند
هرچند وی در این مبارزات انتخاباتی در رده دوم قرار گرفت، اما موقعیت وی در فهرست منقطه‌ای حزب ملی اسکاتلند او را به هالی‌رود برد، پس از آن وی از شوهرش طلاق گرفته و مجدداً با نام خانوادگی خودش شناخته شد. وی در انتخابات سال‌های ۲۰۰۳ و ۲۰۰۷ میلادی از حوزه انتخابیه تویدیل، اتریک و لاودردیل به رقابت پرداخت و با دریافت ۱٬۰۰۰ رأی هر دو بار موفق گردید، متعاقب آن از حوزه انتخابیه منطقه‌ای جنوب اسکاتلند انتخاب گردید. وی از ۲۰۰۱ تا ۲۰۰۳ میلادی به عنوان رئیس کمیته عدالت کار کرد.
در ۲۰۰۴ میلادی، پس از این‌که معاون رهبری حزب ملی اسکاتلند، روسیانا کنینگهام برای به‌دست آوردن کرسی رهبری این حزب به‌جای جان سوینی به رقابت پرداخت، گراهام برای پست معاون رهبری حزب ملی اسکاتلند خود را نام‌زد کرد. وی توسط نیکولا استورجین مغلوب گردید. پس از انتخابات، وی از ریاست کمیته پارلمانی بهداشت برکنار شده و به عنوان وزیر سایه عدالت اجتماعی گماشته شد که به‌طور عموم توسط مفسرین رسانه‌ای به عنوان یک ترفیع گزارش گردید. در ژوئن ۲۰۰۵، وی به عنوان رئیس افتخاری فدراسیون دانشجویان ملی‌گرا انتخاب گردید.
در انتخابات پارلمانی ۲۰۱۱ اسکاتلند، گراهام توانست با شکستن دادن نام‌زد لیبرال دموکرات و سخن‌گوی پیشین این حزب در امور مالی به‌نام جرمی پورویس، از حوزه دوباره ترسیم شده میدلوتیان جنوبی، تویدیل و لاودردیل برنده این انتخابات شود. پس از انتخاب به عنوان نماینده پارلمان اسکاتلند، وی دوباره به عنوان رئیس کمیته عدالت مجلس انتخاب گردید.

#### رئیس نمایندگان
در انتخابات پارلمانی ۲۰۱۶ اسکاتلند، گراهام کرسی خود را حفظ نموده و سهم آرای خود را به ۴۵٫۱ درصد افزایش داد. متعاقب انتخابات ۲۰۱۶، وی به عنوان نائب‌رئیس پارلمان اسکاتلند انتخاب گردیده و همراه با عضو پارلمان اسکاتلند، لیندا فابیانی این سمت را پیش برد. گراهام همچنین یک بار دیگر به عنوان رئیس کمیته میان-حزبی پارلمانی رفاه حیوانات انتخاب گردید. در جریان همه‌گیری کووید-۱۹، وی به عنوان کسی که بیش از ۷۰ سال عمر دارد و از این‌رو می‌تواند علائم بسیار شدید کووید-۱۹ را از خود بروز دهد، خود را به تجرید سوق داد. در آوریل ۲۰۲۰، عضو مجلس لیویس مک‌دونالد از حزب کارگر، در جریان غیبت وی به عنوان سرپرست نائب‌رئیس پارلمان انتخاب گردید.

#### بازگشت به کرسی‌های عقب
گراهام در انتخابات پارلمانی ۲۰۲۱ میلادی مجدداً به عنوان عضو مجلس انتخاب گردید. وی از ماه می ۲۰۲۱، در کمیته تنظیم امور پارلمانی اسکاتلند خدمت می‌کند.

## علل
پس از ورود به پارلمان اسکاتلند در ۱۹۹۹ میلادی، گراهام برخی آرمان‌ها را انتخاب کرده‌است که برجسته‌ترین آن‌ها:
راه‌آهن مرزی
یکی از نخستین اقدامات گراهام پس از انتخاب شدن به عنوان نماینده مجلس اسکاتلند در ۱۹۹۹ میلادی، ایجاد یک گروه میان-حزبی برای حمایت از دادخواست‌های عمومی برای بازگشایی راه‌آهن مرزی بود که در ۱۹۶۹ میلادی در جریان برنامه بحث برانگیز قطع درختان راش (بلیچینگ کتس) بسته شده بود. او چندین سال به مبارزه برای این آرمان ادامه داد و در نهایت این خطوط آهن میان ادینبرا و تویدبانک در ۲۰۱۵ میلادی بازگشایی شد.
گراهام این حمایت مستمر خود از راه‌آهن را به عنوان بزرگ‌ترین دستاورد خود عنوان نموده و هنگام گشایش آن گفت، «به عنوان کسی که از ۱۹۹۹ میلادی تا کنون برای بازگشایی خطوط ویورلی مبارزه کرده‌است، در نهایت سفر کردن این راه از طریق ریل و نگاه کردن به دشت و صحرای کشور از یک بعد دیگر، برای من واقعاً جای افتخار بود. تا این دم، این پروژه بیش از اندازه موفق بوده‌است… اگر قرار باشد بنا بر تجربه خودم صحبت کنم، این پروژه بدون شک تعداد بسیاری از بازدیدکنندگان را به میدلوتیان و مناطق مرزی خواهد آورد و همچنین مردم را تشویق خواهد کرد تا در این مناطق بمانند و زندگی کنند».
فرشینه بزرگ اسکاتلند
گراهام در اواخر ۲۰۱۵ میلادی در بحث عمومی پیرامون مکانِ گذاشتن فرشینه بزرگ اسکاتلند در یک حوزه انتخابیه با شورای مرزهای اسکاتلند وارد بحث شد. اعضای این شورا مبلغ ۶ میلیون پوند را برای ساختن یک مرکز بازدیدکنندگان در ایستگاه راه‌آهن تویدبانک تأیید کرده بودند، اما گراهام استدلال کرد که این برنامه تجارتی دارای نقص است و وزیران حکومت اسکاتلند را بازنشسته نمود تا قبل از آزاد سازی وجه مورد نیاز برای ساختن این ساختمان، مسئله را بیشتر تحقیق نمایند. گراهام طرف‌دار گذاشتن فرشینه در یک ساختمان خالی در گلشیلز بود و استدلال می‌کرد که این گزینه برای رونق مجدد این شهر و تشویق سیاحان تا از خطوط حمل و نقل گلشیلز برای رفتن به منطقه بزرگ‌تر این کشور استفاده کنند، پتانسیل بیشتر داشت.
در ژوئن ۲۰۱۶، یکی از اعضای شورای مرزی بنابر مداخله گراهام، از حزب ملی اسکاتلند استعفا داده و ادعا نمود که این حزب نمایان‌گر «عدم حمایت» از اعضای منتسب به حزب ملی اسکاتلند بوده و این‌که وی در انتخابات پارلمانی ۲۰۱۶ اسکاتلند، به گراهام رأی نداده بود.
با این همه، موضع گراهام در نهایت مورد تأیید قرار گرفت و شورا در دسامبر ۲۰۱۶ میلادی، گلشیلز را به عنوان مکان ترجیح داده شده توصیه نموده و اظهار داشت که «گلشیلز بزرگ‌ترین امکان بالقوه برای جذب توجه جهانی را پیشکش نموده و این امر کمک مهمی به اقتصاد مناطق مرزی می‌نماید».
بمب‌گذاری لاکربی
گراهام با صراحت نظر خود را بیان نمود که محکومیت عبدالباسط المقرحی در رابطه به بمب‌گذاری ۱۹۸۸، غیرمصئون بوده و نارسایی عدالت است. در ماه می ۲۰۰۹، گراهام از مقرحی در زندان گریناک دیدن نمود. پس از دیدارش، او به رسانه‌ها گفت: «من این کار را بسیار ناراحت‌کننده یافتم. این مرد به‌طور آشکار بسیار بیمار است و شدیداً تمایل دارد تا خانواده خود را ببینید – کاملاً بی‌تاب دیدار خانواده خود است – از این‌رو، به هر قیمتی که باشد، این کار در اولویت قرار دارد. او برای من چیزهای گفت که من نمی‌توانم با شما شریک سازم. اما، من بیش از هر وقت دیگر مطمئن هستم که عدالت نارسایی داشته‌است». گراهام یک ماه بعد، ملاقات دومی را با زندانی، مقرحی تنظیم کرد.